# Дублёр (фильм, 2006)
«Дублёр» (фр. La Doublure) — классическая комедия положений режиссёра Франсиса Вебера, которая по ходу развития сюжета переходит в комедию нравов.

## Сюжет
Чтобы избежать скандала, миллиардер вынужденно размещает свою любовницу (топ-модель Елену) в доме парковщика автомобилей, случайно попавшего с ним и ней в кадр папараццо. Ситуация усугубляется тем, что парковщик Франсуа Пиньон собирается жениться на Эмили, девушке, которую любит с детства, и тем, что фотограф презрительно заретушировал на своём снимке «небогатого» и «незнаменитого», который случайно попал в его гламурный кадр.

## В ролях
| Актёр               | Роль               |
| ------------------- | ------------------ |
| Гад Элмале          | Франсуа Пиньон     |
| Алис Тальони        | Елена Симонсен     |
| Даниэль Отей        | Пьер Левассер      |
| Кристин Скотт Томас | Кристин Левассер   |
| Ришар Берри         | Адвокат            |
| Виржини Ледуайен    | Эмили              |
| Дэни Бун            | Ришар              |
| Мишель Жоназ        | Андре Пиньон       |
| Ноэми Ленуар        | Карин              |
| Карл Лагерфельд     | в роли самого себя |

## Номинации и награды
- Номинация на премию Сезар в 2007 году — Лучшая роль второго плана (Dany Boon).